# Villa Lynch
Villa Lynch es una ciudad ubicada en el partido de General San Martín, en la zona noroeste del Área Metropolitana de Buenos Aires, Argentina. Limita con la Ciudad Autónoma de Buenos Aires, siendo su unión y frontera con ésta la Avenida General Paz. También con Santos Lugares, Sáenz Peña y Villa Bernardo Monteagudo.

## Geografía

### Población
Contaba con 3,987 habitantes (Indec, 2001), situándose como la 22ª localidad más poblada del partido.

### Límites
Los límites de la localidad de Villa Lynch son: Vías del ferrocarril Urquiza, Avenida Triunvirato (Avenida 141), Avenida Presidente Juan Domingo Perón (Avenida 64), Dr. Ricardo Balbín (Diagonal 101/Ruta 8), Perdriel (calle 42), Las Heras (Calle 71), línea imaginaria hasta la Autopista General Paz. 

### Clima

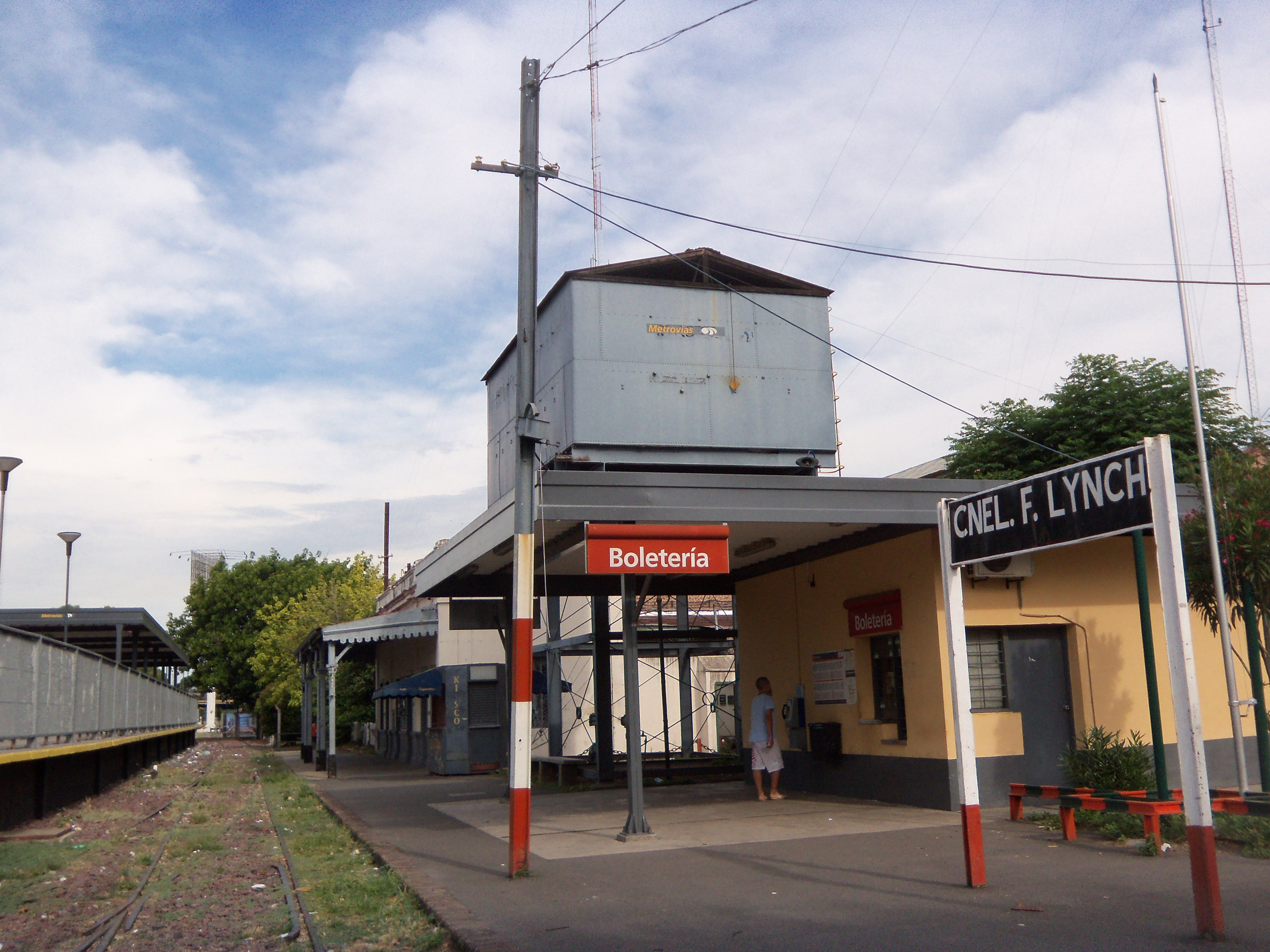
Estación Coronel Lynch del FFCC Urquiza.

| Parámetros climáticos promedio de Villa Lynch, BA | Parámetros climáticos promedio de Villa Lynch, BA | Parámetros climáticos promedio de Villa Lynch, BA | Parámetros climáticos promedio de Villa Lynch, BA | Parámetros climáticos promedio de Villa Lynch, BA | Parámetros climáticos promedio de Villa Lynch, BA | Parámetros climáticos promedio de Villa Lynch, BA | Parámetros climáticos promedio de Villa Lynch, BA | Parámetros climáticos promedio de Villa Lynch, BA | Parámetros climáticos promedio de Villa Lynch, BA | Parámetros climáticos promedio de Villa Lynch, BA | Parámetros climáticos promedio de Villa Lynch, BA | Parámetros climáticos promedio de Villa Lynch, BA | Parámetros climáticos promedio de Villa Lynch, BA |
| Mes                                               | Ene.                                              | Feb.                                              | Mar.                                              | Abr.                                              | May.                                              | Jun.                                              | Jul.                                              | Ago.                                              | Sep.                                              | Oct.                                              | Nov.                                              | Dic.                                              | Anual                                             |
| ------------------------------------------------- | ------------------------------------------------- | ------------------------------------------------- | ------------------------------------------------- | ------------------------------------------------- | ------------------------------------------------- | ------------------------------------------------- | ------------------------------------------------- | ------------------------------------------------- | ------------------------------------------------- | ------------------------------------------------- | ------------------------------------------------- | ------------------------------------------------- | ------------------------------------------------- |
| Temp. máx. abs. (°C)                              | 39.7                                              | 39.3                                              | 37.5                                              | 35.8                                              | 30.4                                              | 27.6                                              | 27.8                                              | 34.2                                              | 34.3                                              | 34.7                                              | 36.0                                              | 38.1                                              | 39.7                                              |
| Temp. máx. media (°C)                             | 29.5                                              | 28.7                                              | 25.4                                              | 22.3                                              | 19.9                                              | 16.3                                              | 14.6                                              | 15.1                                              | 18.8                                              | 22.7                                              | 24.9                                              | 27.0                                              | 29.5                                              |
| Temp. media (°C)                                  | 23.6                                              | 23.0                                              | 19.9                                              | 16.9                                              | 14.4                                              | 10.8                                              | 9.6                                               | 10.5                                              | 13.6                                              | 16.6                                              | 19.2                                              | 21.4                                              | 16.6                                              |
| Temp. mín. media (°C)                             | 17.8                                              | 17.4                                              | 14.5                                              | 11.6                                              | 8.9                                               | 5.3                                               | 4.7                                               | 6.0                                               | 8.5                                               | 10.6                                              | 13.6                                              | 15.9                                              | 11.2                                              |
| Temp. mín. abs. (°C)                              | 4.6                                               | 1.9                                               | -1.7                                              | -4.8                                              | -4.9                                              | -6.3                                              | -7.2                                              | -5.4                                              | -4.5                                              | -3.9                                              | -0.3                                              | 1.8                                               | -7.2                                              |
| Precipitación total (mm)                          | 120.1                                             | 119.0                                             | 140.5                                             | 100.4                                             | 74.8                                              | 69.6                                              | 68.9                                              | 70.3                                              | 70.7                                              | 117.2                                             | 109.0                                             | 111.3                                             | 1171.8                                            |
| Nevadas (cm)                                      | 0                                                 | 0                                                 | 0                                                 | 0                                                 | 0                                                 | 0                                                 | 0                                                 | 0                                                 | 0                                                 | 0                                                 | 0                                                 | 0                                                 | 0                                                 |
| Días de precipitaciones (≥ )                      | 10                                                | 10                                                | 9                                                 | 9                                                 | 8                                                 | 6                                                 | 5                                                 | 7                                                 | 8                                                 | 9                                                 | 10                                                | 10                                                | 101                                               |
| Días de nevadas (≥ 0)                             | 0                                                 | 0                                                 | 0                                                 | 0                                                 | 0                                                 | 0                                                 | 0                                                 | 0                                                 | 0                                                 | 0                                                 | 0                                                 | 0                                                 | 0                                                 |
| Horas de sol                                      | 270                                               | 240                                               | 190                                               | 175                                               | 170                                               | 135                                               | 140                                               | 175                                               | 180                                               | 215                                               | 255                                               | 260                                               | 2405                                              |
| Humedad relativa (%)                              | 68                                                | 67                                                | 89                                                | 83                                                | 78                                                | 75                                                | 80                                                | 81                                                | 80                                                | 79                                                | 72                                                | 70                                                | 76.8                                              |
| Fuente: Servicio Meteorológico Nacional Argentino |                                                   |                                                   |                                                   |                                                   |                                                   |                                                   |                                                   |                                                   |                                                   |                                                   |                                                   |                                                   |                                                   |

## Parroquias de la Iglesia católica en Villa Lynch
| Diócesis          | San Martín                                                                         |
| ----------------- | ---------------------------------------------------------------------------------- |
| Parroquia         | Santísimo Calvario y Nuestra Señora del Líbano                                     |
| Eparquía maronita | San Charbel en Buenos Aires                                                        |
| Parroquia         | Santísimo Calvario y Nuestra Señora del Líbano (parroquia birritual y bidiocesana) |